# Gararu
Gararu este un oraș în Sergipe (SE), Brazilia.